# Scaphiodontophis
Scaphiodontophis es un género de serpientes de la familia Colubridae. Agrupa a dos especies que se distribuyen por Estados Unidos, México, América Central y Colombia. 

## Especies
Se reconocen las siguientes especies:
- Scaphiodontophis annulatus (Duméril, Bibron & Duméril, 1854)
- Scaphiodontophis venustissimus (Günther, 1893)